# Magyarország bonni nagykövetsége
Magyarország bonni nagykövetsége ma már nem működő diplomáciai missziónk volt. 1974 és 1999 között működött, ezen belül 1974-től a Magyar Népköztársaságot képviselve a Német Szövetségi Köztársaságban (NSZK), 1990-től a Magyar Köztársaságot az újraegyesített Németországban. A nagykövetség 1999-ben költözött el Bonnból, ekkortól Magyarország berlini nagykövetségeként működött (Németország kettéosztottsága idején, a Német Demokratikus Köztársaságban – NDK-ban – szintén Berlinben működött a magyar diplomáciai misszió). A nagykövetség bonni épülete még évekig magyar tulajdonban maradt, üresen állt.

## Története
Magyarország és Nyugat-Németország (Német Szövetségi Köztársaság) között a második világháborút követően nem jött létre diplomáciai kapcsolat – szemben a Német Demokratikus Köztársasággal, mellyel 1950 óta nagyköveti szintű kapcsolatban álltunk. 1963-ban Magyarország és az NSZK között kereskedelmi megállapodás született, Budapesten és Kölnben kereskedelmi képviseleteket nyitott a két ország. 1969-ben újabb megállapodással a két képviseletet útlevélkezelési és vízumkiadási joggal ruházták fel, a kölni magyar kereskedelmi képviseleten ez 1970. január 1-től lépett életbe.
1973. december 30-án került sor a nagyköveti szintű diplomáciai kapcsolatok felvételére az NSZK-val, az első nagykövetünk a kölni kereskedelmi képviselet vezetője, Hamburger László lett (megbízólevelét 1974. január 21-én adta át Gustav Heinemann köztársasági elnöknek), aki a kezdeti néhány hónapban még Kölnben látta el nagyköveti feladatait. Bonn Plittersdorf negyedében, a Turmstraße 30. alatt a követség épületét – mely magyar megrendelésre épült –, 1984. február 13-án adták át.
1990. október 3-a, vagyis a német újraegyesítés után a berlini és bonni nagykövetségeket összevonták Bonnba, a berlini misszió így Magyarország bonni nagykövetségének berlini hivatala lett. 1999. augusztus 15-én költözött át az intézmény Berlinbe, ekkor megfordult a két képviselet viszonya: Bonnban a továbbiakban nem nagykövetség működött, hanem a berlini nagykövetség hivatala – a bonni nagykövetségen ekkor körülbelül ötven ember dolgozott. A bonni misszió 2006. szeptember 22-ig működött, akkor végleg bezárt.
2010-ben a bonni nagykövetség épülete is szerepelt azoknak a használaton kívüli külképviseleti ingatlanoknak a listáján, melyek eladásából kívánták finanszírozni a 2011-es magyar EU-elnökség költségeit.